# Bleistraße 14 (Stralsund)

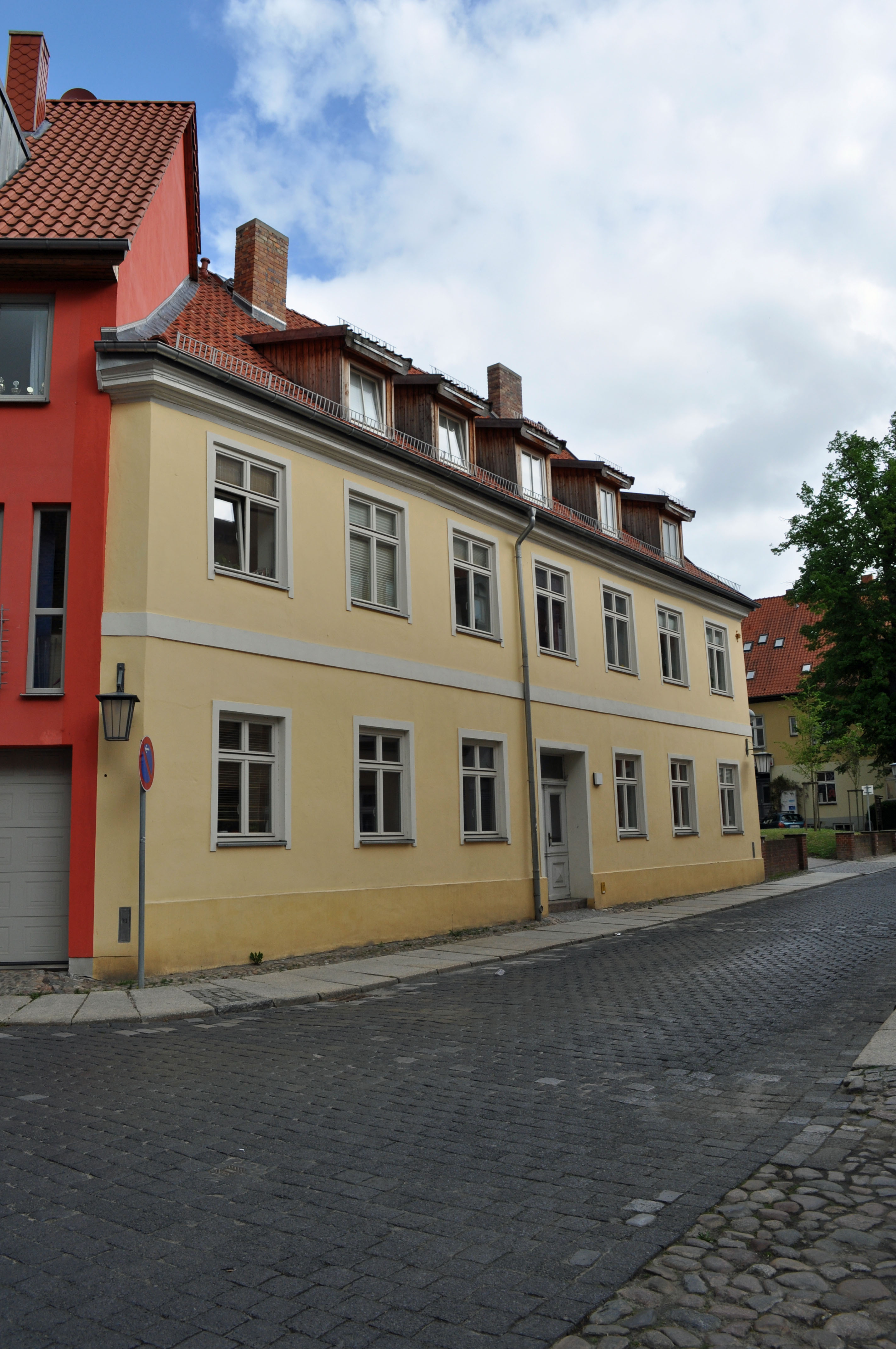
Das Haus Bleistraße 14 in Stralsund (2012)

Das Haus mit der postalischen Adresse Bleistraße 14 ist ein denkmalgeschütztes Gebäude in der Hansestadt Stralsund in der Bleistraße.
Der zweigeschossige, siebenachsige Putzbau wurde in der Mitte des 18. Jahrhunderts errichtet. Die Fassade des traufständigen Gebäudes ist schlicht gestaltet. Ein Gesimsband teilt die beiden Geschosse optisch.
Das Haus liegt im Kerngebiet des von der UNESCO als Weltkulturerbe anerkannten Stadtgebietes des Kulturgutes „Historische Altstädte Stralsund und Wismar“. In die Liste der Baudenkmale in Stralsund ist es mit der Nummer 110 eingetragen.